# Muscle carré pronateur
Le muscle carré pronateur est un muscle plat et quadrilatère de l'avant-bras  C'est le muscle le plus profond de la loge antébrachiale antérieure.

## Origine
Le muscle carré pronateur se fixe sur le quart distal de la face antérieure et du bord antérieur de l'ulna.

## Trajet
Le muscle carré pronateur est tendu transversalement entre l'ulna et le radius.

## Terminaison
Le muscle carré pronateur se termine sur le quart distal de la face antérieure et du bord antérieur du radius.

## Innervation
Il est innervé par nerf du muscle carré pronateur branche du nerf interosseux antébrachial antérieur collatéral du nerf médian.

## Action
Ses actions sont la pronation et la stabilisation de l'articulation radio-ulnaire distale.

## Galerie

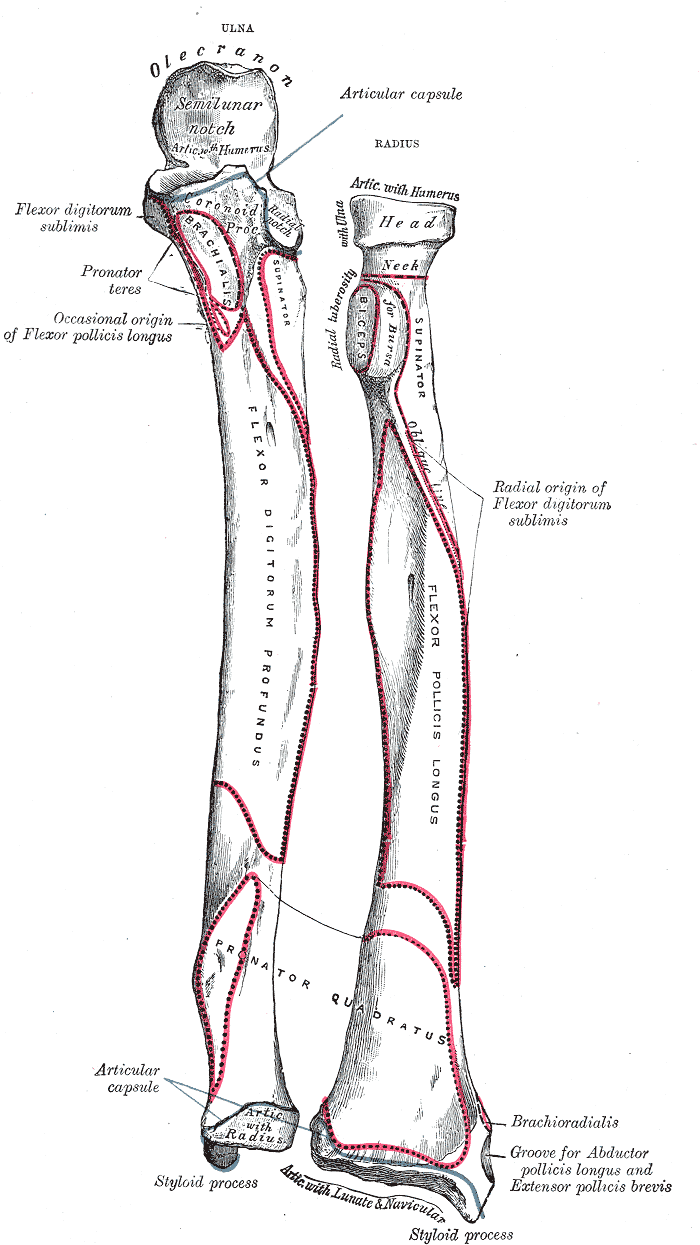
Origine ulnaire et radiale du muscle carré pronateur